# Серых, Владимир Дмитриевич
Владимир Дмитриевич Серых — советский военный и государственный деятель, генерал-лейтенант.

## Биография
Родился в 1924 году в селе Теребрено. Член КПСС.
Окончил Сызранское танковое училище, Высшую офицерскую школу в Ленинграде, Военную Академию бронетанковых войск.
Участник Великой Отечественной войны: командир установки СУ-76, командир батареи СУ-76 864-го самоходно-артиллерийского полка РГК
В 1946—1967 — командир батальона, командир танкового полка, заместитель командира дивизии в Закавказском военном округе.
В 1967—1970 — командир отдельной мотострелковой бригады.
В 1970—1973 — командир гвардейской мотострелковой дивизии в Прикарпатском военном округе.
В 1973—1988 — военный комендант города Москвы.
Делегат XXVII съезда КПСС и XIX конференции КПСС.
Умер в 2005 году в Москве.

## Награды
- Орден Октябрьской Революции
- Орден Александра Невского
- Орден Отечественной войны I степени
- Орден Отечественной войны II степени
- Орден Красной Звезды
- Орден «За службу Родине в Вооружённых Силах СССР» 3 степени